# Obniżenie Kowali
Obniżenie Kowali (Obniżenie Kowal) – obniżenie położone w obrębie Wzgórz Trzebnickich. W obszarze obniżenia położona jest miejscowość Kowale. Po stronie południowej i zachodniej obniżenie zamykają Kowalskie Góry, a w jego ramach grzbiet Karoszki z najwyższym wzniesieniem Obornicką Górą (nazywaną także Kowalską Górą), na zachodnie masyw z wierzchołkiem Żniwnej Kopy i wzniesienia miejscowości Kuraszków, a po stronie północnej masyw Kraszowskiej Góry i Kozie Czuby, a dalej w części północnej i wschodniej oddzielone Kowalską Przełęczą kolejne pasmo wzniesień – Pasmo Ciemnej Góry z wierzchołkami takimi jak Bukowa Góra (Bukowy Wierch), Połaniec, czy Zielonka (Dębowy Wierch). Natomiast po stronie połudiowo-wschodniej obniżenie łączy się z Doliną Wilczą (Dolnią Borkowic). Pod względem podziału administracyjnego Polski, obniżenie znajduje się w obszarze Gminy Oborniki Śląskie, w powiecie Trzebnickim, województwie dolnośląskim (zobacz: podział administracyjny województwa dolnośląskiego)
Nazwa własna obniżenia – Obniżenie Kowali – jest nazwą niestandaryzowaną. Została ona ustalona i ujęta w państwowym rejestrze nazw geograficznych na podstawie wywiadu terenowego. Odnosi się do ukształtowania terenu określonego jako obniżenie. W rejestrze tym przypisano jej identyfikator PRNG – 235606, identyfikator IIP – PL.PZGiK.320.NGRP.235606. Podaje on następujące współrzędne geograficzne punktu głównego: szerokość geograficzna – 51°18'03", długość geograficzna – 16°58'09" E. W niektórych publikacjach czy innych opracowaniach spotyka się także wariant tego określania w formie Obniżenie Kowal.

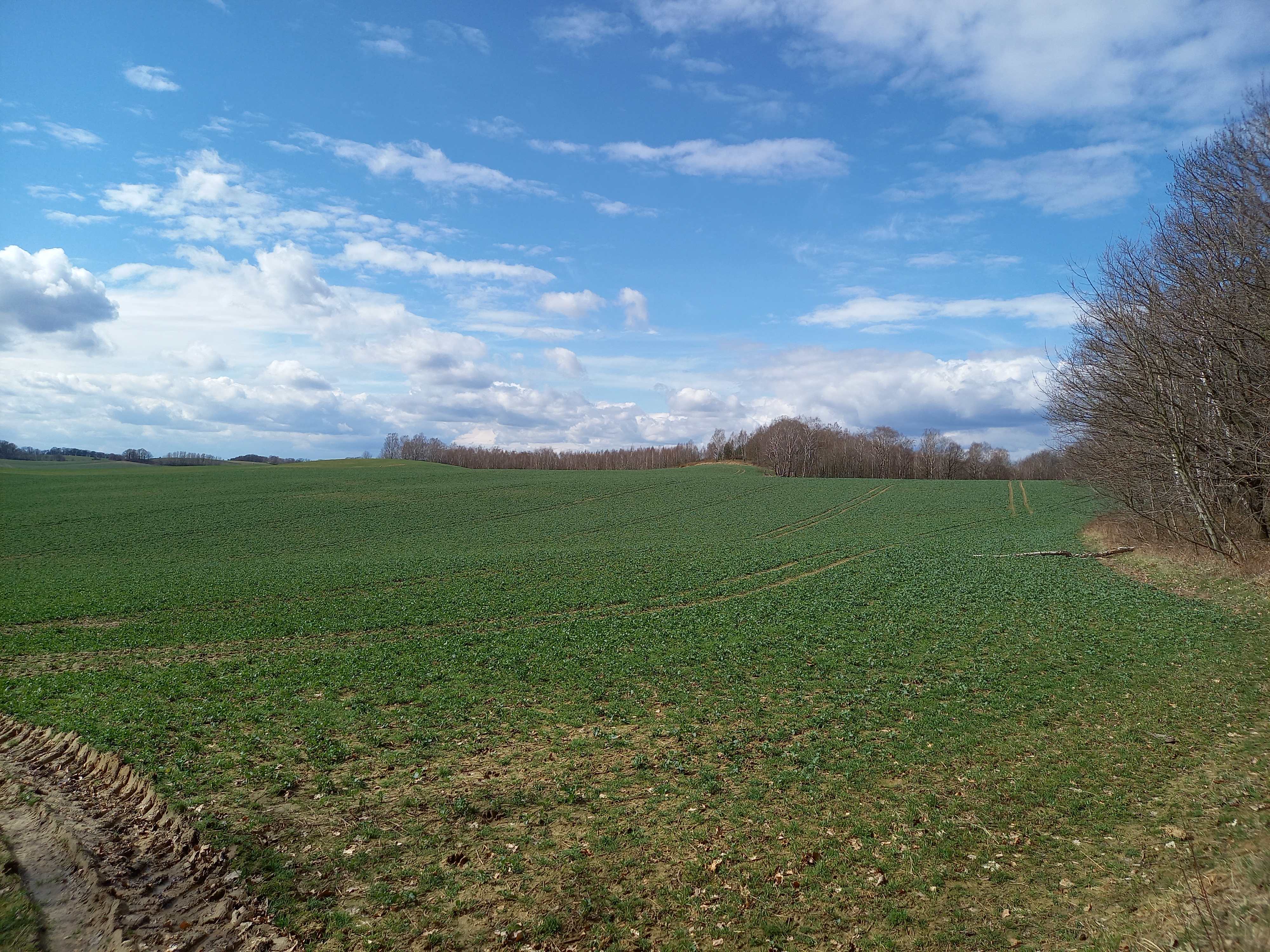
Widok z Długiej Łąki w kierunku Kuraszowskiej Góry
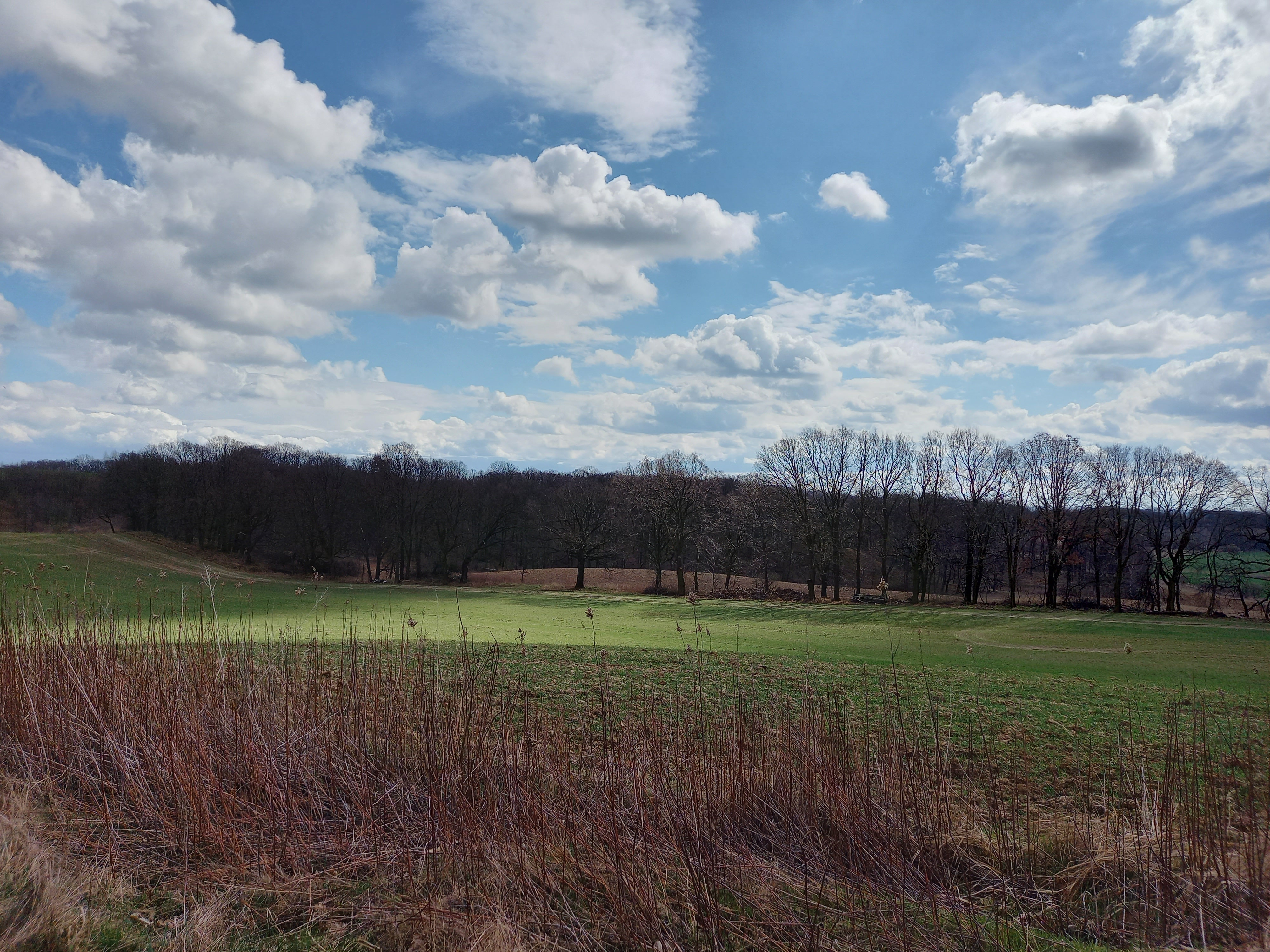
Widok z Bukowej Góry
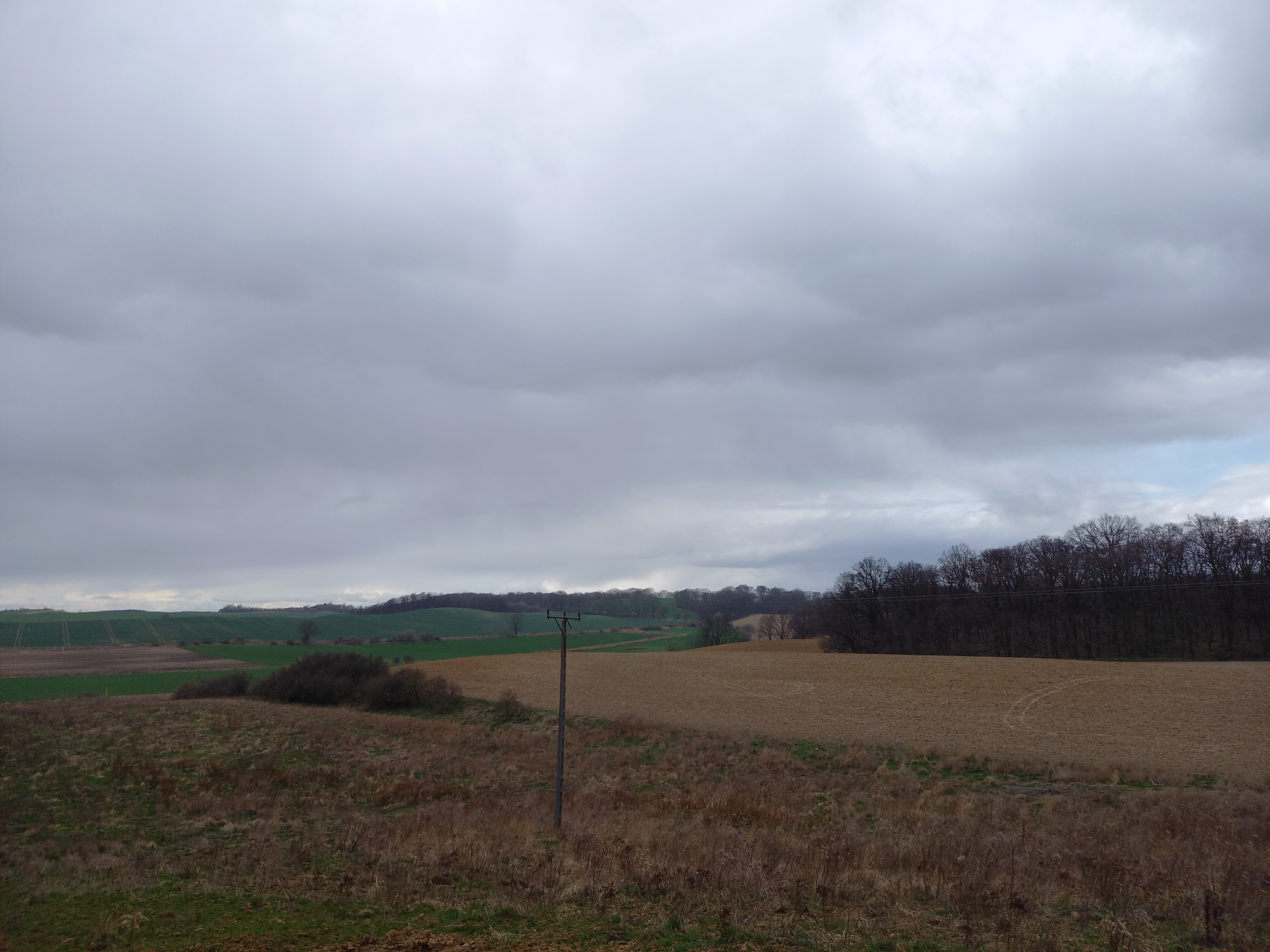
Widok z okolic Zielonki w kierunku Kuraszowskiej Góry
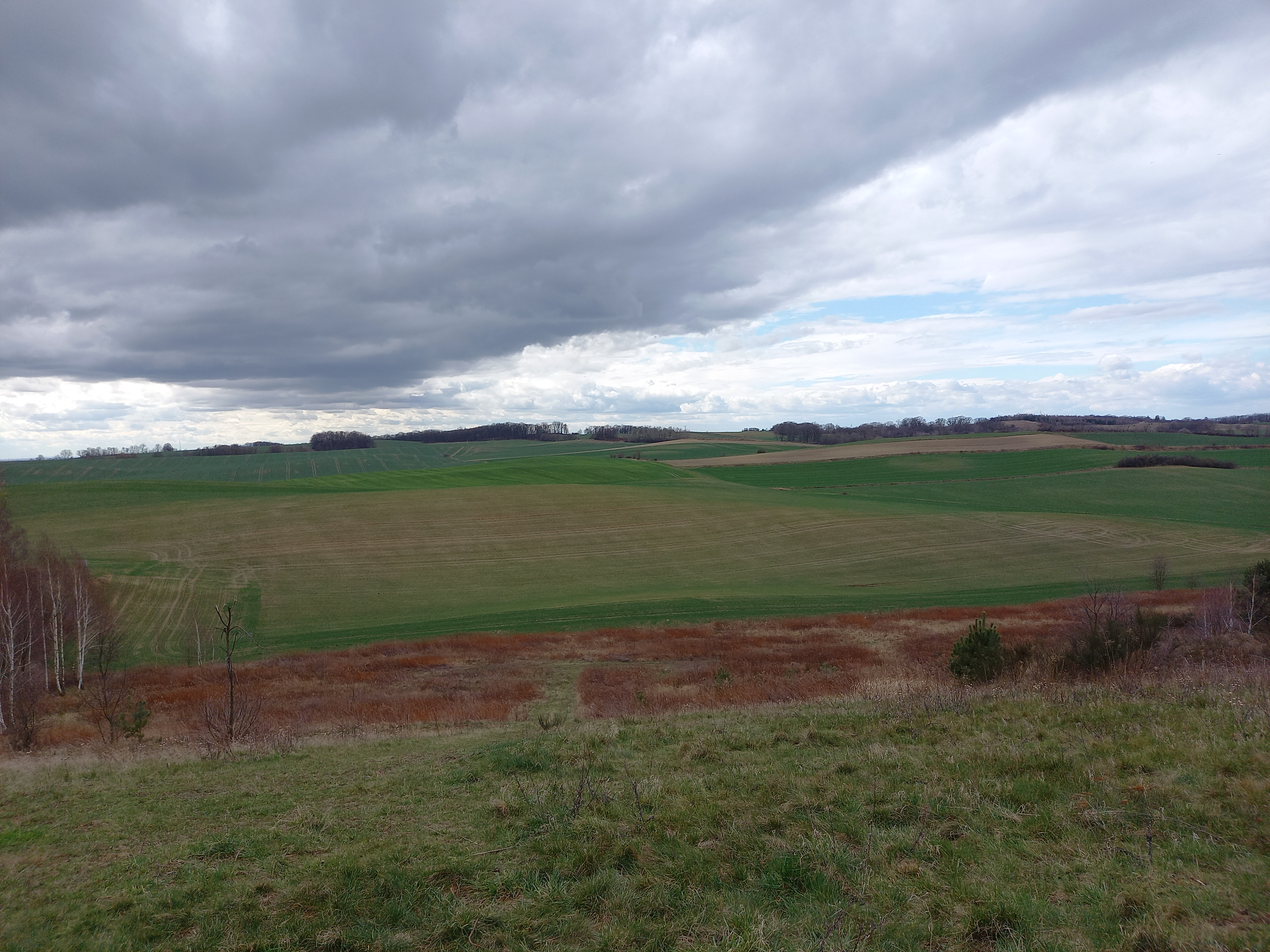
Widok z Kuraszowskiej Góry w kierunku Karoszek